# Rali de Portugal de 2013
O Vodafone Rali de Portugal de 2013 foi a 4ª prova do Campeonato Mundial de Rali de 2013. O rali teve a sua base em Faro e iniciou-se a 11 de Abril terminando a 14 de Abril após 15 etapas classificativas totalizando 387 km de troços cronometrados incluindo uma super especial nas ruas de Lisboa, junto ao Mosteiro dos Jerónimos a 12 de Abril. A prova foi ganha pelo 2º ano consecutivo pelo francês Sébastien Ogier ao volante de um Volkswagen Polo R WRC.

## Antes do rali
O rali foi precedido do "Fafe Rali Sprint", uma prova de exibição nos famosos troços de Fafe que foi ganha por Dani Sordo piloto da Citroën Total Abu Dhabi WRT.
Dani Sordo ganhou a etapa de qualificação para a prova (5 km) e escolheu partir em 13º lugar (último do WRC) no 1º dia de prova. A sua estratégia foi seguida por todos os outro pilotos resultando numa grelha de partida invertida comparativamente aos resultados da classificação.

## Lista de participantes
Participaram na prova 13 WRC's, 20 WRC 2 (Grupo N e Super 2000) e 9 WRC 3. Este evento foi também a 1ª prova do Junior WRC que contou com 10 participante
| Lista de Participantes | Lista de Participantes            | Lista de Participantes | Lista de Participantes    | Lista de Participantes   | Lista de Participantes        | Lista de Participantes |
| Nº.                    | Equipa                            | Class                  | Piloto                    | Navegador                | Carro                         | Pneus                  |
| ---------------------- | --------------------------------- | ---------------------- | ------------------------- | ------------------------ | ----------------------------- | ---------------------- |
| 2                      | Citroën Total Abu Dhabi WRT       | WRC                    | Mikko Hirvonen            | Jarmo Lehtinen           | Citroën DS3 WRC               | M                      |
| 3                      | Citroën Total Abu Dhabi WRT       | WRC                    | Dani Sordo                | Carlos del Barrio        | Citroën DS3 WRC               | M                      |
| 4                      | Qatar M-Sport WRT                 | WRC                    | Mads Østberg              | Jonas Andersson          | Ford Fiesta RS WRC            | M                      |
| 5                      | Qatar M-Sport WRT                 | WRC                    | Evgeny Novikov            | Ilka Minor               | Ford Fiesta RS WRC            | M                      |
| 6                      | Qatar World Rally Team            | WRC                    | Nasser Al-Attiyah         | Giovanni Bernacchini     | Ford Fiesta RS WRC            | M                      |
| 7                      | Volkswagen Motorsport             | WRC                    | Jari-Matti Latvala        | Miikka Anttila           | Volkswagen Polo R WRC         | M                      |
| 8                      | Volkswagen Motorsport             | WRC                    | Sébastien Ogier           | Julien Ingrassia         | Volkswagen Polo R WRC         | M                      |
| 9                      | Volkswagen Motorsport II          | WRC                    | Andreas Mikkelsen         | Mikko Markkula           | Volkswagen Polo R WRC         | M                      |
| 10                     | Abu Dhabi Citroën Total WRT       | WRC                    | Khalid Al Qassimi         | Scott Martin             | Citroën DS3 WRC               | M                      |
| 11                     | Qatar World Rally Team            | WRC                    | Thierry Neuville          | Nicolas Gilsoul          | Ford Fiesta RS WRC            | M                      |
| 12                     | Lotos Team WRC                    | WRC                    | Michał Kościuszko         | Maciej Szczepaniak       | Mini John Cooper Works WRC    | D                      |
| 15                     | Qatar World Rally Team            | WRC                    | Dennis Kuipers            | Robin Buysmans           | Ford Fiesta RS WRC            | M                      |
| 21                     | Jipocar Czech National Team       | WRC                    | Martin Prokop             | Michal Ernst             | Ford Fiesta RS WRC            | D                      |
| 31                     | Škoda                             | WRC-2                  | Esapekka Lappi            | Janne Ferm               | Škoda Fabia S2000             | M                      |
| 32                     | Škoda Alemanha                    | WRC-2                  | Alemanha Sepp Wiegand     | Alemanha Frank Christian | Škoda Fabia S2000             | M                      |
| 36                     | Skydive Dubai Rally Team          | WRC-2                  | Rashid al Ketbi           | Karina Hepperle          | Škoda Fabia S2000             | D                      |
| 37                     | Lorenzo Bertelli                  | WRC-2                  | Lorenzo Bertelli          | Lorenzo Granai           | Subaru Impreza WRX STi        | M                      |
| 40                     | Arman Smailov                     | WRC-2                  | Arman Smailov             | Andrei RUSbov            | Subaru Impreza WRX STi        | M                      |
| 41                     | Nicolàs Fuchs                     | WRC-2                  | Nicolàs Fuchs             | Fernando Mussano         | Mitsubishi Lancer Evolution X | D                      |
| 45                     | Alexander Villanueva              | WRC-2                  | Alexander Villanueva      | Oscar Sanchez            | Mitsubishi Lancer Evo X       | M                      |
| 46                     | Marco Vallario                    | WRC-2                  | Marco Vallario            | Antonio Pascale          | Mitsubishi Lancer Evo X       | D                      |
| 48                     | Seashore Qatar Rally Team         | WRC-2                  | Abdulaziz Al-Kuwari       | Killian Duffy            | Ford Fiesta RRC               | M                      |
| 49                     | Mentos Ascania Racing             | WRC-2                  | Oleksiy Kikireshko        | Sergei Larens            | Mini John Cooper Works S2000  | P                      |
| 50                     | Mentos Ascania Racing             | WRC-2                  | Valeriy Gorban            | Volodymir Korsia         | Mini John Cooper Works S2000  | P                      |
| 51                     | Sébastien Chardonnet              | WRC-3                  | Sébastien Chardonnet      | Thibault de la Haye      | Citroën DS3 R3T               | M                      |
| 52                     | Quentin Gilbert                   | WRC-3                  | Quentin Gilbert           | Isabelle Galmiche        | Citroën DS3 R3T               | P                      |
| 53                     | Saintéloc Racing                  | WRC-3                  | Alastair Fisher           | Gordon Noble             | Citroën DS3 R3T               | P                      |
| 56                     | Francesco Parli                   | WRC-3                  | Francesco Parli           | Tania Canton             | Citroën DS3 R3T               | P                      |
| 57                     | Federico Della Casa               | WRC-3                  | Federico Della Casa       | Marco Menchini           | Citroën DS3 R3T               | P                      |
| 58                     | ADAC Team Weser-Ems               | WRC-3                  | Christian Riedemann       | Lara Vanneste            | Citroën DS3 R3T               | P                      |
| 59                     | Bryan Bouffier                    | WRC-3                  | Bryan Bouffier            | Xavier Panseri           | Citroën DS3 R3T               | P                      |
| 60                     | Charles Hurst Citroën Belfast     | WRC-3                  | Keith Cronin              | Marshall Clarke          | Citroën DS3 R3T               | P                      |
| 61                     | Saintéloc Racing                  | WRC-3                  | Simone Campedelli         | Matteo Chiarcossi        | Citroën DS3 R3T               | P                      |
| 71                     | Motortune Racing                  | WRC-2                  | Ala'a Rasheed             | Joseph Matar             | Ford Fiesta RRC               | M                      |
| 72                     | Juan Carlos Alonso                | WRC-2                  | Juan Carlos Alonso        | Juan Pablo Monasterolo   | Mitsubishi Lancer Evo X       | D                      |
| 73                     | Nikita Kondrakhin                 | WRC-2                  | Nikita Kondrakhin         | Danilo Fappani           | Škoda Fabia S2000             | M                      |
| 74                     | Robert Kubica                     | WRC-2                  | Robert Kubica             | Maciek Baran             | Citroën DS3 RRC               | M                      |
| 75                     | Qatar M-Sport World Rally Team    | WRC-2                  | Elfyn Evans               | Daniel Barritt           | Ford Fiesta RRC               | M                      |
| 76                     | Bosowa Rally Team                 | WRC-2                  | Subhan Aksa               | Nicola Arena             | Ford Fiesta RRC               | M                      |
| 77                     | Top Run SRL                       | WRC-2                  | Marcos Ligato             | Rubén García             | Subaru Impreza WRX STi        | M                      |
| 78                     | E2-Tre Colli World Rally Team     | WRC-2                  | Edoardo Bresolin          | Rudy Pollet              | Ford Fiesta RRC               | M                      |
| 79                     | Robert Barrable                   | WRC-2                  | Robert Barrable           | Stuart Loudon            | Ford Fiesta S2000             | D                      |
| 81                     | Ricardo Moura                     | POR                    | Ricardo Moura             | António Costa            | Mitsubishi Lancer Evolution X | -                      |
| 82                     | Yurii Protasov                    | -                      | Yurii Protasov            | Kuldar Sikk              | Subaru Impreza WRX STi        | -                      |
| 83                     | Bruno Magalhães                   |                        | Bruno Magalhães           | Carlos Magalhães         | Peugeot 207 S2000             | -                      |
| 84                     | Pedro Meireles                    | POR                    | Pedro Meireles            | Mário Castro             | Škoda Fabia S2000             | -                      |
| 85                     | Miguel J. Barbosa                 | POR                    | Miguel J. Barbosa         | Alberto Silva            | Mitsubishi Lancer Evolution X | -                      |
| 86                     | Philip Cracco                     | -                      | Philip Cracco             | Wim Soenens              | Peugeot 207 S2000             | -                      |
| 88                     | Hannu's Rally Team                | -                      | Mikko Lehessaari          | Lassi Harikainen         | Subaru Impreza WRX STi        | -                      |
| 89                     | Kess Burger                       | -                      | Kess Burger               | Miika Teiskonen          | Subaru Impreza WRX STi        | -                      |
| 90                     | Oleksiy Tamrazov                  | -                      | Per-Gunnar Andersson      | E. Axelsson              | Ford Fiesta S2000             | -                      |
| 91                     | Paulo Freire                      |                        | Paulo Freire              | Joaquim Capelo           | Mitsubishi Lancer Evolution X | -                      |
| 92                     | Nicolas Alberto                   | -                      | Jose Alberto Nicolas      | Miguel Angel Recalt      | Mitsubishi Lancer Evolution X | -                      |
| 93                     | João Fernando Ramos               |                        | João Fernando Ramos       | José Janela              | Mitsubishi Lancer Evolution X | -                      |
| 94                     | Francisco Teixeira                | POR                    | Francisco Teixeira        | José Martins             | Mitsubishi Lancer Evolution X | -                      |
| 95                     | Prefa Racing Team Austria         | -                      | Michael Kogler            | Jürgen Heigl             | Renault Clio R3               | -                      |
| 96                     | Frederic Miclotte                 | -                      | Pieter Jan Michiel Cracco | Frederic Miclotte        | Peugeot 208 R2                | -                      |
| 97                     | Monteiros Competições             | POR                    | Diogo Gago                | Jorge Carvalho           | Peugeot 208 R2                | -                      |
| 98                     | Michael Honda                     | -                      | Michael Honda             | Lydie Vicíková           | Škoda Fabia R2                | -                      |
| 99                     | Tomás Kasparek                    | -                      | Tomás Kasparek            | Jan Tománek              | Škoda Fabia R2                | -                      |
| 100                    | Sander Pärn                       | J-WRC                  | Sander Pärn               | Ken Järveoja             | Ford Fiesta R2                | H                      |
| 102                    | Pontus Tidemand                   | J-WRC                  | Pontus Tidemand           | Ola Fløene               | Ford Fiesta R2                | H                      |
| 103                    | Styllex MotorSport                | J-WRC                  | Martin Koči               | Petr Starý               | Ford Fiesta R2                | H                      |
| 104                    | Andreas Amberg                    | J-WRC                  | Andreas Amberg            | Mikko Lukka              | Ford Fiesta R2                | H                      |
| 105                    | ACSM Rallye Team                  | J-WRC                  | José Antonio Suárez       | Cándido Carrera          | Ford Fiesta R2                | H                      |
| 106                    | Turquia Castrol Ford Team Türkiye | J-WRC                  | Turquia Murat Bostancı    | Turquia Onur Vatansever  | Ford Fiesta R2                | H                      |
| 107                    | Michaël Burri                     | J-WRC                  | Michaël Burri             | Gabin Moreau             | Ford Fiesta R2                | H                      |
| 108                    | Niko-Pekka Nieminen               | J-WRC                  | Niko-Pekka Nieminen       | Mikael Korhonen          | Ford Fiesta R2                | H                      |
| 109                    | Marius Aasen                      | J-WRC                  | Marius Aasen              | Marlene Engan            | Ford Fiesta R2                | H                      |
| 110                    | Yeray Lemes                       | J-WRC                  | Yeray Lemes               | Rogelio Peñate           | Ford Fiesta R2                | H                      |

| Icon  | Categoria                                           |
| ----- | --------------------------------------------------- |
| WRC   | WRC pontuaveis para o campeonato marcas             |
| WRC   | Não pontuáveis para o campeonato de marcas          |
| WRC-2 | Inscrito no WRC-2 championship                      |
| WRC-3 | Inscrito no WRC-3 championship                      |
| J-WRC | Inscrito no Junior WRC championship                 |
| POR   | Inscrito no Campeonato Português de Ralis-Taça Ouro |

## Resultados

### Resultados do Rali
| Pos.                              | Piloto                | Co-Piloto                | Carro                         | Tempo               | Diferença           | Pontos              |
| Classificação Geral               | Classificação Geral   | Classificação Geral      | Classificação Geral           | Classificação Geral | Classificação Geral | Classificação Geral |
| --------------------------------- | --------------------- | ------------------------ | ----------------------------- | ------------------- | ------------------- | ------------------- |
| 1.                                | Sébastien Ogier       | Julien Ingrassia         | Volkswagen Polo R WRC         | 4:07:38.7           | 0.0                 | 28                  |
| 2.                                | Mikko Hirvonen        | Jarmo Lehtinen           | Citroën DS3 WRC               | 4:08:36.9           | 58.2                | 18                  |
| 3.                                | Jari-Matti Latvala    | Miikka Anttila           | Volkswagen Polo R WRC         | 4:11:43.2           | 4:04.5              | 16                  |
| 4.                                | Evgeny Novikov        | Ilka Minor               | Ford Fiesta RS WRC            | 4:13:06.4           | 5:27.7              | 12                  |
| 5.                                | Nasser Al-Attiyah     | Giovanni Bernacchini     | Ford Fiesta RS WRC            | 4:15:22.2           | 7:43.5              | 10                  |
| 6.                                | Andreas Mikkelsen     | Mikko Markkula           | Volkswagen Polo R WRC         | 4:17:18.5           | 9:39.8              | 8                   |
| 7.                                | Martin Prokop         | Michal Ernst             | Ford Fiesta RS WRC            | 4:22:42.9           | 15:04.2             | 6                   |
| 8.                                | Mads Østberg          | Jonas Andersson          | Ford Fiesta RS WRC            | 4:23:22.3           | 15:43.6             | 6                   |
| 9.                                | Khalid Al Qassimi     | Scott Martin             | Citroën DS3 WRC               | 4:23:35.6           | 15:56.9             | 2                   |
| 10. (1. WRC-2)                    | Esapekka Lappi        | Janne Ferm               | Škoda Fabia S2000             | 4:23:59.7           | 16:21.0             | 1                   |
| WRC-2                             |                       |                          |                               |                     |                     |                     |
| 1. (10.)                          | Esapekka Lappi        | Janne Ferm               | Škoda Fabia S2000             | 4:23:59.7           | 0:00.0              | 25                  |
| 2. (11.)                          | Robert Barrable       | Stuart Loudon            | Ford Fiesta S2000             | 4:35:36.2           | 11:36.5             | 18                  |
| 3. (14.)                          | Alemanha Sepp Wiegand | Alemanha Frank Christian | Škoda Fabia S2000             | 4:39:02.8           | 15:03.1             | 15                  |
| 4. (15.)                          | Nicolàs Fuchs         | Fernando Mussano         | Mitsubishi Lancer Evolution X | 4:43:25.5           | 19:25.8             | 12                  |
| 5. (16.)                          | Abdulaziz Al-Kuwari   | Killian Duffy            | Ford Fiesta RRC               | 4:45:33.1           | 21:33.4             | 10                  |
| 6. (19.)                          | Robert Kubica         | Maciek Baran             | Citroën DS3 RRC               | 4:47:10.9           | 23:11.2             | 8                   |
| 7. (22.)                          | Edoardo Bresolin      | Rudy Pollet              | Ford Fiesta RRC               | 4:50:36.1           | 26:36.4             | 6                   |
| 8. (23.)                          | Elfyn Evans           | Daniel Barritt           | Ford Fiesta RRC               | 4:53:11.1           | 29:11.4             | 4                   |
| 9. (24.)                          | Juan Carlos Alonso    | Juan Pablo Monasterolo   | Mitsubishi Lancer Evo X       | 4:55:24.3           | 31:24.6             | 2                   |
| 10. (25.)                         | Arman Smailov         | Andrei RUSbov            | Subaru Impreza WRX STi        | 4:58:52.5           | 34:52.8             | 1                   |
| WRC-3                             |                       |                          |                               |                     |                     |                     |
| 1. (13.)                          | Bryan Bouffier        | Xavier Panseri           | Citroën DS3 R3T               | 4:38:52.5           | 0:00.0              | 25                  |
| 2. (20.)                          | Sébastien Chardonnet  | Thibault de la Haye      | Citroën DS3 R3T               | 4:48:59.1           | 10:06.6             | 18                  |
| 3. (26.)                          | Quentin Gilbert       | Isabelle Galmiche        | Citroën DS3 R3T               | 5:04:43.8           | 25:51.3             | 15                  |
| 4. (28.)                          | Alastair Fisher       | Gordon Noble             | Citroën DS3 R3T               | 5:04:43.8           | 25:51.3             | 12                  |
| 5. (31.)                          | Keith Cronin          | Marshall Clarke          | Citroën DS3 R3T               | 5:04:43.8           | 25:51.3             | 10                  |
| 6. (32.)                          | Simone Campedelli     | Matteo Chiarcossi        | Citroën DS3 R3T               | 5:04:43.8           | 25:51.3             | 8                   |
| Junior WRC1                       |                       |                          |                               |                     |                     |                     |
| 1.                                | Pontus Tidemand       | Ola Fløene               | Ford Fiesta R2                | 3:01:23.6           | 0.0                 | 30                  |
| 2.                                | José Antonio Suárez   | Cándido Carrera          | Ford Fiesta R2                | 3:03:50.5           | 2:26.9              | 20                  |
| 3.                                | Yeray Lemes           | Rogelio Peñate           | Ford Fiesta R2                | 3:04:34.3           | 3:10.7              | 17                  |
| 4.                                | Andreas Amberg        | Mikko Lukka              | Ford Fiesta R2                | 3:06:51.5           | 5:27.9              | 12                  |
| 5.                                | Martin Koči           | Petr Starý               | Ford Fiesta R2                | 3:07:21.5           | 5:57.9              | 10                  |
| 6.                                | Marius Aasen          | Marlene Engan            | Ford Fiesta R2                | 3:11:10.1           | 9:46.5              | 9                   |
| 7.                                | Niko-Pekka Nieminen   | Mikael Korhonen          | Ford Fiesta R2                | 3:12:46.6           | 11:23.0             | 6                   |
| 8.                                | Sander Pärn           | Ken Järveoja             | Ford Fiesta R2                | 3:34:32.1           | 33:08.5             | 4                   |
| Campeonato de Portugal de Ralis 2 |                       |                          |                               |                     |                     |                     |
| 1. (19.)                          | Miguel J. Barbosa     | Alberto Silva            | Mitsubishi Lancer Evolution X | 3:00:32.3           | 0:00.0              | 25                  |
| 2. (23.)                          | Ricardo Moura         | António Costa            | Mitsubishi Lancer Evolution X | 3:04:18.2           | 03:85.9             | 18                  |
| 3. (26.)                          | Pedro Meireles        | Mário Castro             | Škoda Fabia S2000             | 3:05:09.2           | 04:76.9             | 15                  |
| Classificação dos Portugueses     |                       |                          |                               |                     |                     |                     |
| 1. (18.)                          | Miguel J. Barbosa     | Alberto Silva            | Mitsubishi Lancer Evolution X | 4:46:11.4           | 0:00.0              | -                   |
| 2. (34.)                          | Francisco Teixeira    | José Martins             | Mitsubishi Lancer Evolution X | 5:25:36.2           | 39:24.8             | -                   |

↑1  – Os pilotos do Junior WRC disputaram apenas as primeiras 11 classificativas especiais (primeiros 2 dias).
↑2  - Para o Campeonato de Portugal de Ralis contam apenas as primeiras 11 classificativas especiais (primeiros 2 dias).

### Classificativas especiais
| Dia             | Especial | Nome                      | Distância | Vencedor           | Tempo   | Líder da Prova  |
| --------------- | -------- | ------------------------- | --------- | ------------------ | ------- | --------------- |
| 1º Dia (12 Abr) | SS1      | Mu 1                      | 20.32 km  | Sébastien Ogier    | 12:36.4 | Sébastien Ogier |
| 1º Dia (12 Abr) | SS2      | Ourique 1                 | 18.32 km  | Mads Østberg       | 10:42.7 | Mads Østberg    |
| 1º Dia (12 Abr) | SS3      | Mu 2                      | 20.32 km  | Dani Sordo         | 12:31.4 | Sébastien Ogier |
| 1º Dia (12 Abr) | SS4      | Ourique 2                 | 18.32 km  | Dani Sordo         | 10:36.1 | Sébastien Ogier |
| 1º Dia (12 Abr) | SS5      | SSS Lisboa                | 3,27 km   | Mikko Hirvonen     | 2:53.6  | Sébastien Ogier |
| 2º Dia (13 Abr) | SS6      | Santana da Serra 1        | 31.12 km  | Jari-Matti Latvala | 22:13.2 | Sébastien Ogier |
| 2º Dia (13 Abr) | SS7      | Vascão 1                  | 25.37 km  | Jari-Matti Latvala | 16:14.9 | Sébastien Ogier |
| 2º Dia (13 Abr) | SS8      | Loulé 1                   | 22.78 km  | Sébastien Ogier    | 15:23.4 | Sébastien Ogier |
| 2º Dia (13 Abr) | SS9      | Santana da Serra 2        | 31.12 km  | Sébastien Ogier    | 22:02.7 | Sébastien Ogier |
| 2º Dia (13 Abr) | SS10     | Vascão 2                  | 25.37 km  | Sébastien Ogier    | 16:08.2 | Sébastien Ogier |
| 2º Dia (13 Abr) | SS11     | Loulé 2                   | 22.78 km  | Sébastien Ogier    | 15:18.4 | Sébastien Ogier |
| 3º Dia (14 Abr) | SS12     | Silves 1                  | 21.52 km  | Mads Østberg       | 12:05.0 | Sébastien Ogier |
| 3º Dia (14 Abr) | SS13     | Almodôvar 1               | 52.30 km  | Mads Østberg       | 33:05.2 | Sébastien Ogier |
| 3º Dia (14 Abr) | SS14     | Silves 2                  | 21.52 km  | Mads Østberg       | 11:56.1 | Sébastien Ogier |
| 3º Dia (14 Abr) | SS15     | Almodôvar 2 (Power Stage) | 52.30 km  | Sébastien Ogier    | 32:39.7 | Sébastien Ogier |

### Power Stage
A "Power stage" foi uma especial com 52,30 km disputada no final do rali.
| Pos | Piloto             | Time    | Diff. | pontos |
| --- | ------------------ | ------- | ----- | ------ |
| 1   | Sébastien Ogier    | 32:39.7 | 0.000 | 3      |
| 2   | Mads Østberg       | 32:43.0 | +3.3  | 2      |
| 3   | Jari-Matti Latvala | 32:44.5 | +4.9  | 1      |

### Abandono de Líderes
| Especial | No. | Piloto       | Co-Piloto | Equipa            | Carro              | Categoria | Causa    |
| -------- | --- | ------------ | --------- | ----------------- | ------------------ | --------- | -------- |
| SS3      | 4   | Mads Østberg | Andersson | Qatar M-Sport WRT | Ford Fiesta RS WRC | WRC       | Despiste |

## Classificação dos Campeonatos após a prova

### Campeonato FIA WRC de Pilotos
Pontos atribuídos aos primeiros 10 classificados.
| Posição | 1º | 2º | 3º | 4º | 5º | 6º | 7º | 8º | 9º | 10º |
| Pontos  | 25 | 18 | 15 | 12 | 10 | 8  | 6  | 4  | 2  | 1   |

| Pos. | Piloto                         | MON | SWE | MEX | POR | ARG | GRE | ITA | FIN | GER | AUS | FRA | ESP | GBR | Pontos |
| ---- | ------------------------------ | --- | --- | --- | --- | --- | --- | --- | --- | --- | --- | --- | --- | --- | ------ |
| 1    | Sébastien Ogier                | 2   | 1¹  | 1¹  | 1¹  |     |     |     |     |     |     |     |     |     | 102    |
| 2    | Mikko Hirvonen                 | 4   | 17  | 2   | 2   |     |     |     |     |     |     |     |     |     | 48     |
| 3    | Sébastien Loeb                 | 1   | 2   |     |     |     |     |     |     |     |     |     |     |     | 43     |
| 4    | Mads Østberg                   | 6   | 3   | 11² | 8²  |     |     |     |     |     |     |     |     |     | 32     |
| 5    | Jari-Matti Latvala             | Ret | 4²  | 163 | 3   |     |     |     |     |     |     |     |     |     | 31     |
| 6    | Dani Sordo                     | 3   | Ret | 4   | 12  |     |     |     |     |     |     |     |     |     | 27     |
| 7    | Thierry Neuville               | Ret | 5   | 3   | 18  |     |     |     |     |     |     |     |     |     | 25     |
| 8    | Nasser Al-Attiyah              |     |     | 5   | 5   |     |     |     |     |     |     |     |     |     | 20     |
| 9    | Martin Prokop                  | 7   | 7   | 9   | 7   |     |     |     |     |     |     |     |     |     | 20     |
| 10   | Evgeny Novikov                 | Ret | 9   | 10  | 4   |     |     |     |     |     |     |     |     |     | 15     |
| 11   | Bryan Bouffier                 | 5   |     |     | 13  |     |     |     |     |     |     |     |     |     | 10     |
| 12   | Juho Hänninen                  | Ret | 6   |     |     |     |     |     |     |     |     |     |     |     | 8      |
| 13   | Austrália Chris Atkinson       |     |     | 6   |     |     |     |     |     |     |     |     |     |     | 8      |
| 14   | Andreas Mikkelsen              |     |     |     | 6   |     |     |     |     |     |     |     |     |     | 8      |
| 15   | Estados Unidos Ken Block       |     |     | 7   |     |     |     |     |     |     |     |     |     |     | 6      |
| 16   | Sepp Wiegand                   | 8   | 13  |     | 14  |     |     |     |     |     |     |     |     |     | 4      |
| 17   | Henning Solberg                |     | 8   |     |     |     |     |     |     |     |     |     |     |     | 4      |
| 18   | México Benito Guerra           |     | WD  | 8   |     |     |     |     |     |     |     |     |     |     | 4      |
| 19   | Suíça Olivier Burri            | 9   |     |     |     |     |     |     |     |     |     |     |     |     | 2      |
| 20   | Khalid Al Qassimi              |     | Ret |     | 9   |     |     |     |     |     |     |     |     |     | 2      |
| 21   | Michał Kościuszko              | 10  | 14  | Ret | Ret |     |     |     |     |     |     |     |     |     | 1      |
| 22   | Arábia Saudita Yazeed Al-Rajhi |     | 10  |     | WD  |     |     |     |     |     |     |     |     |     | 1      |
| 23   | Esapekka Lappi                 | Ret |     |     | 10  |     |     |     |     |     |     |     |     |     | 1      |
| Pos. | Piloto                         | MON | SWE | MEX | POR | ARG | GRE | ITA | FIN | GER | AUS | FRA | ESP | GBR | Pontos |

| Colour  | Result                                  |
| ------- | --------------------------------------- |
| Ouro    | Vencedor                                |
| Prata   | 2º Classificado                         |
| Bronze  | 3º Classificado                         |
| Verde   | Posição nos Pontos                      |
| Azul    | Posição fora dos Pontos                 |
| Azul    | Não Classificado (NC)                   |
| Violeta | Não terminou (Ret)                      |
| Preto   | Excluído (EX)                           |
| Branco  | Não participou (DNS)                    |
| Cinza   | Retirado da lista de Participantes (WD) |

### Campeonato FIA WRC de Construtores
| Pos. | Construtor                               | No. | MON | SWE | MEX | POR | ARG | GRE | ITA | FIN | GER | AUS | FRA | ESP | GBR | Pontos |
| ---- | ---------------------------------------- | --- | --- | --- | --- | --- | --- | --- | --- | --- | --- | --- | --- | --- | --- | ------ |
| 1    | Volkswagen Motorsport                    | 7   | Ret | 4   | 10  | 3   |     |     |     |     |     |     |     |     |     | 121    |
| 1    | Volkswagen Motorsport                    | 8   | 2   | 1   | 1   | 1   |     |     |     |     |     |     |     |     |     | 121    |
| 2    | Citroën Total Abu Dhabi World Rally Team | 1   | 1   | 2   |     |     |     |     |     |     |     |     |     |     |     | 107    |
| 2    | Citroën Total Abu Dhabi World Rally Team | 2   | 4   | 9   | 2   | 2   |     |     |     |     |     |     |     |     |     | 107    |
| 2    | Citroën Total Abu Dhabi World Rally Team | 3   |     |     | 4   | 9   |     |     |     |     |     |     |     |     |     | 107    |
| 3    | Qatar M-Sport World Rally Team           | 4   | 5   | 3   | 9   | 7   |     |     |     |     |     |     |     |     |     | 55     |
| 3    | Qatar M-Sport World Rally Team           | 5   | Ret | 7   | 8   | 4   |     |     |     |     |     |     |     |     |     | 55     |
| 4    | Qatar World Rally Team                   | 6   | Ret |     | 5   |     |     |     |     |     |     |     |     |     |     | 36     |
| 4    | Qatar World Rally Team                   | 11  | Ret | 5   | 3   | 10  |     |     |     |     |     |     |     |     |     | 36     |
| 5    | Abu Dhabi Citroën Total World Rally Team | 10  | 3   | Ret | 6   | 8   |     |     |     |     |     |     |     |     |     | 27     |
| 6    | Jipocar Czech National Team              | 21  |     | 6   | 7   | 6   |     |     |     |     |     |     |     |     |     | 22     |
| 7    | Lotos Team WRC                           | 12  | 6   | 8   | Ret | Ret |     |     |     |     |     |     |     |     |     | 12     |
| 8    | Volkswagen Motorsport II                 | 9   |     |     |     | 5   |     |     |     |     |     |     |     |     |     | 10     |
| Pos. | Construtor                               | No. | MON | SWE | MEX | POR | ARG | GRE | ITA | FIN | GER | AUS | FRA | ESP | GBR | Pontos |

| Colour  | Result                                  |
| ------- | --------------------------------------- |
| Ouro    | Vencedor                                |
| Prata   | 2º Classificado                         |
| Bronze  | 3º Classificado                         |
| Verde   | Posição nos Pontos                      |
| Azul    | Posição fora dos Pontos                 |
| Azul    | Não Classificado (NC)                   |
| Violeta | Não terminou (Ret)                      |
| Preto   | Excluído (EX)                           |
| Branco  | Não participou (DNS)                    |
| Cinza   | Retirado da lista de Participantes (WD) |

### Campeonato WRC2 de Pilotos
| Posição | 1º | 2º | 3º | 4º | 5º | 6º | 7º | 8º | 9º | 10º |
| Pontos  | 25 | 18 | 15 | 12 | 10 | 8  | 6  | 4  | 2  | 1   |

| Pos. | Piloto                         | MON | SWE | MEX | POR | ARG | GRE | ITA | FIN | GER | AUS | FRA | ESP | GBR | Pontos |
| ---- | ------------------------------ | --- | --- | --- | --- | --- | --- | --- | --- | --- | --- | --- | --- | --- | ------ |
| 1    | Sepp Wiegand                   | 1   | 3   |     | 3   |     |     |     |     |     |     |     |     |     | 55     |
| 2    | Nicolás Fuchs                  |     | 5   | 2   | 4   |     |     |     |     |     |     |     |     |     | 40     |
| 3    | Yuriy Protasov                 | 3   | 4   | 5   |     |     |     |     |     |     |     |     |     |     | 37     |
| 4    | Abdulaziz Al-Kuwari            |     |     | 1   | 5   |     |     |     |     |     |     |     |     |     | 35     |
| 5    | México Ricardo Triviño         | 5   | 7   | 3   |     |     |     |     |     |     |     |     |     |     | 31     |
| 6    | Armin Kremer                   | 2   |     | 4   |     |     |     |     |     |     |     |     |     |     | 30     |
| 7    | Arábia Saudita Yazeed Al-Rajhi |     | 1   |     |     |     |     |     |     |     |     |     |     |     | 25     |
| 8    | Esapekka Lappi                 | Ret |     |     | 1   |     |     |     |     |     |     |     |     |     | 25     |
| 9    | Anders Grøndal                 |     | 2   |     |     |     |     |     |     |     |     |     |     |     | 18     |
| 10   | Robert Barrable                |     |     |     | 2   |     |     |     |     |     |     |     |     |     | 18     |
| 12   | Rashid al Ketbi                | 4   | 8   |     | Ret |     |     |     |     |     |     |     |     |     | 16     |
| 13   | Arman Smailov                  |     | 6   |     | 10  |     |     |     |     |     |     |     |     |     | 9      |
| 14   | Robert Kubica                  |     |     |     | 6   |     |     |     |     |     |     |     |     |     | 8      |
| 15   | Edoardo Bresolin               |     |     |     | 7   |     |     |     |     |     |     |     |     |     | 6      |
| 16   | Elfyn Evans                    |     |     |     | 8   |     |     |     |     |     |     |     |     |     | 4      |
| 17   | Alexander Villanueva           |     | 9   |     | Ret |     |     |     |     |     |     |     |     |     | 2      |
| 18   | Juan Carlos Alonso             |     |     |     | 9   |     |     |     |     |     |     |     |     |     | 2      |
| 19   | Martin Hudec                   |     | 10  |     |     |     |     |     |     |     |     |     |     |     | 1      |
| Pos. | Piloto                         | MON | SWE | MEX | POR | ARG | GRE | ITA | FIN | GER | AUS | FRA | ESP | GBR | Pontos |

| Colour  | Result                                  |
| ------- | --------------------------------------- |
| Ouro    | Vencedor                                |
| Prata   | 2º Classificado                         |
| Bronze  | 3º Classificado                         |
| Verde   | Posição nos Pontos                      |
| Azul    | Posição fora dos Pontos                 |
| Azul    | Não Classificado (NC)                   |
| Violeta | Não terminou (Ret)                      |
| Preto   | Excluído (EX)                           |
| Branco  | Não participou (DNS)                    |
| Cinza   | Retirado da lista de Participantes (WD) |

### Campeonato WRC3 de pilotos
| Posição | 1º | 2º | 3º | 4º | 5º | 6º | 7º | 8º | 9º | 10º |
| Pontos  | 25 | 18 | 15 | 12 | 10 | 8  | 6  | 4  | 2  | 1   |

| Pos. | Piloto               | MON | SWE | MEX | POR | ARG | GRE | ITA | FIN | GER | AUS | FRA | ESP | GBR | Pontos |
| ---- | -------------------- | --- | --- | --- | --- | --- | --- | --- | --- | --- | --- | --- | --- | --- | ------ |
| 1    | Sébastien Chardonnet | 1   |     |     | 2   |     |     |     |     |     |     |     |     |     | 43     |
| 2    | Bryan Bouffier       |     |     |     | 1   |     |     |     |     |     |     |     |     |     | 25     |
| 3    | Quentin Gilbert      | WD  |     |     | 3   |     |     |     |     |     |     |     |     |     | 15     |
| 4    | Alastair Fisher      |     |     |     | 4   |     |     |     |     |     |     |     |     |     | 12     |
| 5    | Keith Cronin         |     |     |     | 5   |     |     |     |     |     |     |     |     |     | 10     |
| 6    | Simone Campedelli    |     |     |     | 6   |     |     |     |     |     |     |     |     |     | 8      |
| —    | Renaud Poutot        | Ret |     |     |     |     |     |     |     |     |     |     |     |     | 0      |
| Pos. | Driver               | MON | SWE | MEX | POR | ARG | GRE | ITA | FIN | GER | AUS | FRA | ESP | GBR | Pontos |

| Colour  | Result                                  |
| ------- | --------------------------------------- |
| Ouro    | Vencedor                                |
| Prata   | 2º Classificado                         |
| Bronze  | 3º Classificado                         |
| Verde   | Posição nos Pontos                      |
| Azul    | Posição fora dos Pontos                 |
| Azul    | Não Classificado (NC)                   |
| Violeta | Não terminou (Ret)                      |
| Preto   | Excluído (EX)                           |
| Branco  | Não participou (DNS)                    |
| Cinza   | Retirado da lista de Participantes (WD) |

### Campeonato Junior WRC de Piltos
Pontos atribuídos aos primeiros 10 classificados e um ponto por cada vitória em especiais. No final da temporada são contabilizados os 5 melhores resultados
| Posição | 1º | 2º | 3º | 4º | 5º | 6º | 7º | 8º | 9º | 10º | Vitória Especial |
| Pontos  | 25 | 18 | 15 | 12 | 10 | 8  | 6  | 4  | 2  | 1   | 1                |

### Campeonato Pilotos
| Pos. | Piloto                 | POR | GRE | FIN | GER | FRA | ESP | Pontos |
| ---- | ---------------------- | --- | --- | --- | --- | --- | --- | ------ |
| 1    | Pontus Tidemand        | 1 5 |     |     |     |     |     | 30     |
| 2    | José Antonio Suárez    | 2 ² |     |     |     |     |     | 20     |
| 3    | Yeray Lemes            | 3 ² |     |     |     |     |     | 17     |
| 4    | Andreas Amberg         | 4   |     |     |     |     |     | 12     |
| 5    | Martin Koči            | 5   |     |     |     |     |     | 10     |
| 6    | Marius Aasen           | 6 ¹ |     |     |     |     |     | 9      |
| 7    | Niko-Pekka Nieminen    | 7   |     |     |     |     |     | 6      |
| 8    | Sander Pärn            | 8   |     |     |     |     |     | 4      |
| NC   | Turquia Murat Bostancı | Ret |     |     |     |     |     | 0      |
| NC   | Michaël Burri          | Ret |     |     |     |     |     | 0      |
| Pos. | Piloto                 | POR | GRE | FIN | GER | FRA | ESP | Pontos |

### Campeonato Navegadores
| Pos. | Co-Piloto               | POR | GRE | FIN | GER | FRA | ESP | Pontos |
| ---- | ----------------------- | --- | --- | --- | --- | --- | --- | ------ |
| 1    | Ola Fløene              | 1 5 |     |     |     |     |     | 30     |
| 2    | Cándido Carrera         | 2 ² |     |     |     |     |     | 20     |
| 3    | Rogelio Peñate          | 3 ² |     |     |     |     |     | 17     |
| 4    | Mikko Lukka             | 4   |     |     |     |     |     | 12     |
| 5    | Petr Starý              | 5   |     |     |     |     |     | 10     |
| 6    | Marlene Engan           | 6 ¹ |     |     |     |     |     | 9      |
| 7    | Mikael Korhonen         | 7   |     |     |     |     |     | 6      |
| 8    | Ken Järveoja            | 8   |     |     |     |     |     | 4      |
| NC   | Gabin Moreau            | Ret |     |     |     |     |     | 0      |
| NC   | Turquia Onur Vatansever | Ret |     |     |     |     |     | 0      |
| Pos. | Co-Piloto               | POR | GRE | FIN | GER | FRA | ESP | Pontos |